# Angina faringea
L'angina faringea è una infezione della faringe prodotta dal virus detto coxsackievirus.

## Epidemiologia
Colpisce soprattutto i bambini piccoli, ma può manifestarsi anche negli adulti. In genere il virus viene trasmesso attraverso la saliva e l'aria, quando un individuo infetto tossisce o starnutisce. Molti individui ospitano il virus senza presentare sintomatologia.

## Sintomi
Dopo un periodo di incubazione di due-sette giorni si manifestano febbre, perdita dell'appetito e mal di gola. Possono essere concomitanti anche cefalea, fastidio addominale, dolore o indolenzimento ai muscoli.
La gola si arrossa e possono comparire alcune vescicole che si ingrossano o scoppiano, dando luogo a ulcere superficiali. Normalmente questa forma si risolve nell'arco di una settimana.

## Terapia
Di solito non è necessaria alcuna terapia tranne la somministrazione di analgesici. Non è disponibile una specifica terapia antivirale. Generalmente gli antibiotici non sono di alcuna utilità terapeutica a meno che si sviluppi un'infezione batterica come complicanza.
Attacchi ricorrenti di angina possono essere dovuti a un'infezione provocata da diversi ceppi del virus.